# Curling
Curling je zimski olimpijski sport tek od Nagana 1998., iako njegove početke možemo pronaći već na slikama znamenitog Pietera Brueghela iz 1565. U programu olimpijskih igara kao demonstracijski sport curling se pojavio 1924. godine. Naziv igre nastao je prema zvuku bačenog stonera – the roaring game.
Brojne su teorije o nastanku curlinga u kojemu dvije četveročlane momčadi nastoje uz pomoć četki ili metli smjestiti po osam stonera što bliže središtu kuće (house) označene krugovima na ledenoj površini. Vodeći (lead) prvi baca svoje dvije balote prema središtu kuće, drugi i treći igrač zovu se jednostavno second i third, dok posljednji baca skiper koji je ujedno i kapetan momčadi. 
Curling je škotski nacionalni sport koji se proširio na Kanadu, SAD, Švedsku, Švicarsku, Norvešku, Dansku, Njemačku i Francusku.
Brueghelova platna Zimski krajolik s lovcima na ptice i Lovci u snijegu prikazuju ice shooting, bavarsku igru na ledu koja se smatra pretečom curlinga. 
Autor prvih pisanih tragova o curlingu je škot John McQuhin koji je u veljači 1540. godine zabilježio jedan ondašnji dvoboj na ledu. Prva pravila curlinga objavio je The Duddingston Club 1813. godine. Svjetska prvenstva u muškoj konkurenciji održavaju se od 1959. godine, a u ženskoj od 1979. godine. 
Stoner kojom se igra curling načinjena je od granita i teži otprilike 20 kilograma. 
U Hrvatskoj postoji Hrvatski curling savez, osnovan 2001. godine. 

## Poveznice
- Popis objekata za športove na ledu u Hrvatskoj
- Prvenstva Hrvatske u curlingu
- CK Ledene
- Hrvatska curling reprezentacija
- Hrvatska ženska curling reprezentacija

## Vanjske poveznice
- Službena stranica HCS-a